# Енгелхард III фон Франкенщайн
Енгелхард III фон Франкенщайн (на немски: Engelhard III von Frankenstein; * пр. 1361; † сл. 1391) е господар на Франкенщайн в Оденвалд и рицар.

## Произход и наследство
Той е единственият син на Енгелхард II фон Франкенщайн († сл. 1335) и съпругата му Клара († сл. 1332). Внук е на Енгелхард I фон Франкенщайн († сл. 1326). Правнук е на Фридрих фон Франкенщайн († сл. 1292) и Елизабет († сл. 1275/1290). Праправнук е на Конрад II Райц фон Бройберг († 1264) и Елизабет фон Вайтерщат († сл. 1275).
Прадядо му Фридрих фон Франкенщайн построява преди 1250 г. замък Франкенщайн в Оденвалд, основава господството Франкенщайн и се нарича на него фон Франкенщайн. По-късните наследници продават през 1662 г. собствеността на ландграф Лудвиг VI фон Хесен-Дармщат и напускат резиденцията си. Други членове на фамилията живеят днес в Мюнхен, Виена и САЩ.

## Фамилия
Енгелхард III фон Франкенщайн се жени за Юта Вамболд († сл. 1384). Те имат три деца, които се наричат „фон и цу Франкенщайн“:
- Юта фон и цу Франкенщайн († сл. 1381), омъжена за Хенел Кузин († сл. 1381)
- Енгелхард IV фон и цу Франкенщайн (* пр. 1391; † 1416, 1424), баща на Маргаретеа фон и цу Франкенщайн († пр. 1474)
- Конрад фон и цу Франкенщайн (* пр. 1398; † сл. 1424), неженен